# Gare d'Aire-sur-l'Adour
Ne doit pas être confondu avec Gare d'Aire-sur-la-Lys.
La gare d'Aire-sur-l'Adour est une gare ferroviaire française de la ligne de Morcenx à Bagnères-de-Bigorre, située sur le territoire de la commune d'Aire-sur-l'Adour, dans le département des Landes, en région Nouvelle-Aquitaine.
Elle est mise en service en 1859 par la Compagnie des chemins de fer du Midi et du Canal latéral à la Garonne, et est fermée aux voyageurs en 1970.

## Situation ferroviaire
Établie à 81 mètres d'altitude, la gare d'Aire-sur-l'Adour est située au point kilométrique (PK) 179,283 de la ligne de Morcenx à Bagnères-de-Bigorre, entre les gares de Cazères-sur-l'Adour et de Barcelonne-du-Gers.

## Service des voyageurs
Gare fermée située sur une section de ligne déclassée.

## Patrimoine ferroviaire
L'ancien bâtiment voyageurs est depuis 2019 le siège de la communauté de communes d'Aire-sur-l'Adour,. Les voies sont quant à elle toujours présentes.